# 大修館書店
株式会社大修館書店（たいしゅうかんしょてん）は、辞典類・教科書・参考書などを刊行する日本の出版社。

## 沿革
1918年（大正7年）9月10日、鈴木一平によって設立。社名の由来は、鈴木が修業していた修学堂書店と、そこの主人辻本末吉がかつて勤めた大倉書店の出版方針を参考とすべく、双方の頭文字から取ったという。

## 教科書
- 文部科学省検定済教科書の発行者番号は50。
- 高等学校向け検定教科書を4教科（保健体育・英語・家庭・国語）発行している。

## その他の主な発行書籍
漢文や言語学関係に強く、月刊『言語』は、言語学に関する専門誌として、また月刊『しにか』は、東アジア文化圏の歴史、習俗、文化を考える雑誌として多くの論文を掲載していた（『しにか』は2004年3月号より休刊。『言語』は2010年1月号より休刊）。
辞典分野では諸橋轍次編著の『大漢和辞典』で古くから知られ、『英語動詞句活用辞典』『前置詞中心英語表現辞典』など実用性を目指した英文法、語法関係の辞典を刊行している。1957年（昭和32年）には菊池寛賞を受賞。一般向けの『漢語林』（のちに『新漢語林』）、現代漢和辞典などもある。
英和辞典では『スタンダード英和辞典』の刊行で知られた。1987年に『ジーニアス英和大辞典』、普及版の『ジーニアス英和辞典』を刊行し、一定の評価を得る。英語以外の言語（フランス語）でも評価の高い辞書を送り続けている。
国語辞典においても現代語に重点を置いた『明鏡国語辞典』があり、ここからベストセラー『問題な日本語』が生まれた。
教育関係の雑誌などでも知られ、スポーツ関連の専門書（水泳指導教本、ゴルフ指導教本、ソフトテニス指導教本、バスケットボール指導教本など）も刊行している。

## 創業家
大修館書店の創業者一族には、日本銀行理事と衆議院議員を務めたエコノミストの鈴木淑夫や、中央大学学長を務めたフランス文学者の鈴木康司がいる。

## 不祥事
大修館書店の英語の教科書を採択した5都府県の高校14校に対し、同社が英語の副教材を数十冊から200冊に亘り無償提供していたことが、2016年（平成28年）6月に判明した。鈴木一行社長はルール違反を認めて謝罪し、業界団体である教科書協会の会長を辞任する意向を示した。